# Samsung Galaxy Tab 3 10.1
De Samsung Galaxy Tab 3 10.1 is een 10,1 inch-tablet-pc geproduceerd en op de markt gebracht door Samsung Electronics. De tablet draait op het Androidsysteem en behoort tot de derde generatie van de Samsung Galaxy Tab, die ook een 7 en 8 inchmodel heeft, namelijk de Galaxy Tab 3 7.0 respectievelijk de Galaxy Tab 3 8.0 . De tablet werd aangekondigd op 24 juni 2013 en werd gelanceerd in de Verenigde Staten op 7 juli 2013. Het is de opvolger van de Samsung Galaxy Tab 2 10.1. 

## Specificaties
Qua specificaties verschilt de Galaxy Tab 3 10.1 weinig van de Galaxy Tab 2 10.1. De Tab 3 wordt standaard geleverd met Android 4.2 en heeft net als de Tab 2 10.1 een verwisselbare geheugenkaart. De Tab 3 10.1 heeft hetzelfde 10,1 inchscherm met een resolutie van 1280 × 800 pixels bij 149 ppi als zijn voorganger, alleen heeft het scherm ditmaal WXGA-TFT-technologie. De processor is een 1,6 GHz dual-core Intel Atom Z2560-processor terwijl dit bij zijn voorganger ook een 1 GHz-dualcoreprocessor is, alleen dan een Texas Instruments OMAP 4430-processor. Verder is de camera aan de voorzijde van 0,3 MP naar 1,3 MP gegaan. Doordat Samsung de specificaties beperkt houdt, is het toestel goedkoper. 